# ヌレギヌ (HOWL BE QUIETの曲)
「ヌレギヌ」は、日本のロックバンド・HOWL BE QUIETの1作目の配信限定シングル。2019年4月12日にポニーキャニオンから発売された。

## 概要
前作「サネカズラ」から約2年4ヶ月ぶり、初の配信限定シングル。
表題曲「ヌレギヌ」は3月30日からスタートした全国ツアー"HOWL BE QUIET 2019 ONE MAN LIVE"仙台、福岡公演で披露された楽曲。
作詞を、YouTubeでの再生数390万回を突破した「阿吽のビーツ」を代表曲に持ち、インターネットを中心に活躍中のボカロPである羽生まゐごと共作。そして編曲／プロデューサーとして数多くのゲーム音楽にも携わり、DAOKOら多くのアーティストの楽曲編曲を担当しているTAKU INOUEを迎えている。
今作は昨年10月より新体制となったHOWL BE QUIET初のリリース作品である。

## 収録曲
1. ヌレギヌ [3:23] 
作詞：羽生まゐご、HOWL BE QUIET / 作曲：竹縄航太 / 編曲：HOWL BE QUIET、TAKU INOUE